# Cueva Atta
Atta (en alemán: Attahöhle) o Cueva de estalactitas Attendorn (Attendorner Tropfsteinhöhle) es una de las cuevas de estalactitas y estalagmitas más grandes y vistosas de Alemania.
La cueva fue descubierta durante la explotación de canteras de piedra caliza en el valle de piedra caliza Bigge (Biggetaler Kalkwerk) el 19 de julio de 1907 y fue abierto por los propietarios a los turistas ese mismo año. Hoy en día la cueva Atta es la más visitada de Alemania, ya que recibe alrededor de 350.000 turistas al año, y es un importante factor económico para la ciudad.
Entre sus atractivos están los numerosos colores de las piedras, y las numerosas estalactitas y estalagmitas. Varias piezas de calcita y formaciones de cristal fueron trasladados a la zona pública de la cueva con el fin de ser exhibidas allí.